# جماعة أنصار التوحيد
جماعة أنصار التوحيد (بالإندونيسية: Jamaah Ansharut Tauhid) هي خلية منشقة من الجماعة الإسلامية في جنوب شرق آسيا التي صنفتها الأمم المتحدة والولايات المتحدة منظمةً إرهابيةً. الجماعة هي الأكثر شهرة في الأوساط الإعلامية والرسمية بارتكاب تفجيرات بالي 2002.

## التاريخ
تشكلت جماعة أنصار التوحيد من قبل أبو بكر باعشير في 27 يوليو 2008 في سولو جاوة إندونيسيا. ولها قواعد في جميع أنحاء إندونيسيا بما في ذلك آتشيه وسولاوسي الوسطى.
في سبتمبر 2011 فجر مهاجم انتحاري من جماعة جماعة أنصار التوحيد متفجرات في كنيسة بوسط جاوة، وقتل نفسه وجرح العشرات الآخرين.
في 18 مارس 2012 قيل إن واحدا على الأقل من خمسة رجال مسلحين قتلوا على يد قوات مكافحة الإرهاب الإندونيسية في بالي كان عضوا في جماعة جماعة أنصار التوحيد، قُتل الرجل أثناء انتظار وصول مجموعة من العاهرات إلى فندق محلي.
في عام 2012 فرضت وزارة الخارجية الأمريكية والأمم المتحدة عقوبات على المنظمة ووصفتها بأنها جماعة إرهابية.
في عام 2012 كان يعتقد أن المجموعة لديها ما يقرب من 1500 إلى 2000 عضو.
ظلت المجموعة نشطة للغاية في إندونيسيا في عام 2012، واحتفظت علنًا بموقع ويب، اعتبارًا من يناير 2013 قيل إن نجل أبو بكر باعشير عبد الرحيم باعشير رئيس العلاقات العامة في جماعة أنصار التوحيد كان يعمل مع تنظيم القاعدة في أفغانستان في عام 2002.
في أغسطس 2014 عانت المجموعة من انقسام بشأن تعهد أبو بكر باعشير بالولاء لأبو بكر البغدادي زعيم دولة العراق والشام الإسلامية (داعش). قيل إن العديد من أعضاء المجموعة بما في ذلك كبار القادة وأبناء باعشير قد اختلفوا مع هذا القرار لأسباب أيديولوجية وغادروا لتشكيل مجموعة جديدة تدعى "الجماعة أنشاروسي سياريا"، بقيادة محمد أخوان.